# クロアチア社会自由党
クロアチア社会自由党（クロアチア語：Hrvatska socijalno liberalna stranka 略称：HSLS）は、クロアチアの自由保守主義（Liberal conservatism）政党。
自由主義インターナショナルと欧州自由民主改革党に加盟している。複数政党制への移行に従って、クロアチア最初の政党として、1989年にドラジェン・ブディシャ（Dražen Budiša）らによってクロアチア社会自由連合（Hrvatski socijalno liberalni savez）として創設された。現党首はダリオ・フレバク (Dario Hrebak)。